# Inge cel Tânăr al Suediei
Inge cel Tânăr (n. secolul al XI-lea – d. 1125) a fost regele Suediei din 1110 până în 1125 și a fost fiul lui Halsten Stenkilsson al Suediei. Inge a guvernat împreună cu fratele său Philip Halstensson al Suediei după moartea unchiului lor Inge cel Bătrân al Suediei.
Unele surse spun că după moartea lui Philip, Inge a domnit ca singurul rege din Suedia, însă data morții sale este necunoscută. Potrivit unor legende, Inge a fost otrăvit în Östergötland. 
Este raportat că el a fost căsătorit cu Ulvhild Håkansdotter, care a fost fiica norvegianului Haakon Finnsson și care, mai târziu avea să se căsătorească cu regele danez Nils Svensson și cu regele suedez Sverker cel Bătrân.